# Calabouço
Calabouço é o andar mais profundo de um castelo, geralmente utilizado como prisão (como na Bastilha), como armazém ou como porão.
É descrito em filmes e livros de terror como um lugar com pouca iluminação, muito empoeirado e de difícil acesso.

## Etimologia
A palavra calabouço vem do latim calafodium, que por sua vez vem de calare que significa 'dividir' ou 'ferir' e fodre que significa 'cavar'